# Iron Savior (album)
Iron Savior är det tyska power metal-bandet Iron Saviors debutalbum. Det släpptes 1997 av skivbolaget Noise Records. Skivan utkom även i Japan och Sydkorea.

## Låtlista
1. "The Arrival" – 1:08
2. "Atlantis Falling" – 4:34
3. "Brave New World" – 4:32
4. "Iron Savior" – 4:26
5. "Riding on Fire" – 4:55
6. "Break It Up" – 5:02
7. "Assailant" – 4:18
8. "Children of the Wasteland" – 4:49
9. "Protect the Law" – 4:16
10. "Watcher in the Sky" – 5:22
11. "For the World" – 5:24
12. "This Flight Tonight" (Joni Mitchell-cover) – 3:57

## Medverkande
Musiker
- Piet Sielck – sång, gitarr, bas, keyboard
- Kai Hansen – gitarr, sång
- Thomen Stauch – trummor

Bidragande musiker
- Dirk Schlächter – bas
- Henne - sång
- Hansi Kürsch - sång

Produktion
- Piet Sielck – producent
- Thomen Stauch – producent
- Kai Hansen – producent
- Rudiger Beissert - studiotekniker
- Rainer Drechsler - foto
- Kai Karczewski, Uwe Karczewski, Henny - omslagskonst, logotyp